# Синан Хасани
Синан Хасани (на албански: Sinan Hasani; на сръбски: Синан Хасани) е югославски писател и политик от Югославската комунистическа партия. През 1986 – 1987 година той е председател на Председателството на Югославия.

## Биография
Синан Хасани е роден на 14 май 1922 година в Пожаране, Косово, в албанско семейство. Завършва Медресето на Гази Иса бей в Скопие и през 1941 година се включва в прокомунистическата съпротива, а година по-късно става и член на Комунистическата партия. През 1944 година е заловен от германците и прекарва остатъка от войната във военнопленнически лагер край Виена.
След войната Хасани учи в партийна школа в Белград (1950 – 1952), след което оглавява косовския клон на прокомунистическата обществена организация Социалистически съюз на трудовия народ на Югославия. През 1957 година публикува на албански език първия си роман. През 1965 – 1967 година ръководи косовското издателство Рилиндя, а през 1971 – 1974 година е посланик на Югославия в Дания. През 1975 година става заместник-председател на федералния парламент, а през 1982 година оглавява Съюза на комунистите в Косово.
От 1984 до 1989 година Синан Хасани е представител на Косово в колективното Председателство на Югославия, а през 1986 – 1987 година на ротационен принцип е негов председател. На първия ден, след като заема този пост, Председателството избира за федерален министър-председател консервативния комунист Бранко Микулич. През 1989 година Хасани подкрепя Слободан Милошевич, противопоставяйки се на избора на смятания за реформист Анте Маркович за министър-председател.
Синан Хасани умира в Белград на 28 август 2010 година.